# Argathona hirsuta
Argathona hirsuta är en kräftdjursart som beskrevs av Hobbins och Jones 1993. Argathona hirsuta ingår i släktet Argathona och familjen Corallanidae. Inga underarter finns listade i Catalogue of Life.